# 1939 Loretta
Loretta (asteroide 1939) é um asteroide da cintura principal com um diâmetro de 29,96 quilómetros, a 2,718123 UA. Possui uma excentricidade de 0,1291519 e um período orbital de 2 014,13 dias (5,52 anos).
Loretta tem uma velocidade orbital média de 16,85890599 km/s e uma inclinação de 0,90817º.
Esse asteroide foi descoberto em 17 de Outubro de 1974 por Charles Kowal.